# Étienne François Geoffroy
Étienne François Geoffroy, nascut el 13 de febrer de 1672 a París i traspassat també a París el 6 de gener de 1731, fou un químic i metge francès que destacà per l'elaboració d'una taula d'afinitats.

## Biografia
Geoffroy era membre d'una llarga família de farmacèutics per la qual cosa va tenir una bona formació científica. Estudià medicina a Montpeller. Acompanyà a Marshal Tallard en el seu viatge a Londres el 1698 i després viatjà per Holanda i Itàlia. Quan retornà a París fou professor de química al Jardí Reial de les Plantes Medicinals en substitució de Guy Crescent Fagon (1638-1718) i alternant amb Louis Lémery (1677-1743). Fou catedràtic de medicina al Col·legi de França entre 1709 i 1731 i degà de la facultat de medicina de París entre el 1726 i el 1729. L'any 1699 ingressà a l'Académie des Sciences. També fou membre de la Royal Society de Londres.

## Obra
Geoffroy presentà una taula d'afinitats químiques l'any 1718 davant de la Académie des Sciences sota el nom de Table des différents rapports observés entre différentes substances, i que són fruit de les dades experimentals disponibles a principis del segle xviii. Encapçalant cada columna de la taula hi figura una substància, seguits de tots aquells que poden combinar-s'hi. L'ordre es determina per la major o menor afinitat química. És a dir, una substància de la taula desplaça en la seva combinació amb la qual encapçala la columna a totes les que li queden per baix, i és desplaçada per totes les que té damunt. Les substàncies químiques les representa mitjançant símbols com ho feien els alquimistes.

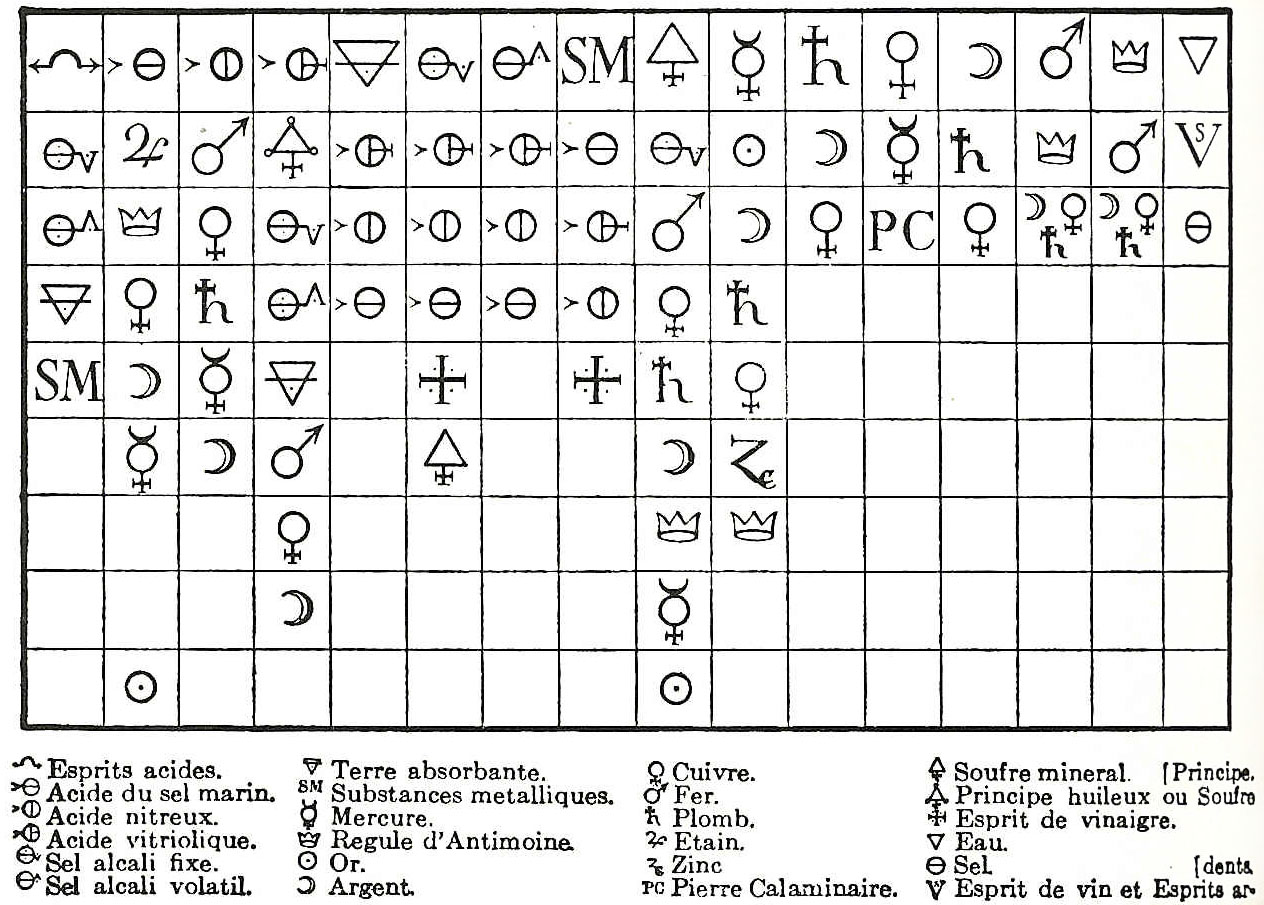
Taula d'afinitats de Geoffroy (1718): La substància que està a la fila superior reacciona amb les que li queden per davall.

El concepte de desplaçament és nou, Geoffroy considera les substàncies químiques com una composició-combinació, i la reacció química com una associació-dissociació. Des d'Aristòtil les propietats-qualitats d'un cos s'entenien a partir d'un principi, subjecte que actua i que explica, però amb Geoffroy ara tot es realitza en el nivell de les relacions, la qual cosa fa que es transformi el concepte d'afinitat. Abans de Geoffroy dues substàncies eren afins si eren semblants, tenien el mateix principi, ara dues substàncies són afins si tenen tendència a reaccionar l'una amb l'altra.
La taula de Geoffroy va tenir gran repercussió i fou emprada durant tot el segle xviii fins que fou desplaçada per les noves idees del químic francès Claude Louis Berthollet (1748-1822).